# SECRET LOVE STORY
「SECRET LOVE STORY」（シークレット ラブ ストーリー）は、日本のバンド氣志團の4枚目のシングルである。2003年10月29日発売。発売元はEMIミュージック・ジャパン。

## 概要
コピーコントロールCD (CCCD)。CDの裏ジャケットは、BUCK-TICKのアルバム『悪の華』のオマージュとなっている。

## 収録曲
1. SECRET LOVE STORY [6:28]
作詞：綾小路翔／作曲：綾小路翔・星グランマニエ／編曲：氣志團
クリスマスソングであり、バンド初の季節モノの楽曲である。
映像作家のスミスが監督を務め、女優の沢尻エリカが出演したこの曲のMVは、SPACE SHOWER Music Video Awards 04 で「BEST STORY VIDEO」に選ばれた。

1. スパトニック・シティ・ブビ ブビ [4:59]
作詞・作曲：綾小路翔／編曲：氣志團
所属事務所であるオフィス男闘呼塾エンターテインメントの当時の電話番号を歌った曲で、インディーズ時代から宣伝の為に演奏されていた。発売後、ファンからの電話が殺到するという事態が発生した為、後の3rdアルバム『TOO FAST TO LIVE TOO YOUNG TO DIE』には歌詞を変更したバージョンが収録された。
2. 一番星 〜夢みる頃を過ぎてもversion〜 [4:57]
作詞・作曲：星グランマニエ／編曲：氣志團
2ndアルバム『BOY'S COLOR』収録の楽曲「一番星」のアレンジバージョン。
3. SECRET LOVE STORY 〜KARAOKE version〜 [6:29]

## 収録アルバム

### SECRET LOVE STORY
- オリジナル『TOO FAST TO LIVE TOO YOUNG TO DIE』（2004年3月17日）
- ベスト『死無愚流 呼麗苦衝音+3』（2004年11月25日）
- ベスト『KISHIDAN GRATEFUL EMI YEARS 2001-2008房総魂〜SONG FOR ROUTE127〜』（2008年6月11日）

### スパトニック・シティ・ブビ ブビ
- オリジナル『TOO FAST TO LIVE TOO YOUNG TO DIE』（2004年3月17日） ※黎明篇